# Derek Day
Derek Day   (Barnet, 29 de novembre de 1927 - Goudhurst, 7 de març de 2015) va ser un diplomàtic i jugador d'hoquei sobre herba anglès, guanyador d'una medalla olímpica.
El 1952 va prendre part en els Jocs Olímpics de Hèlsinki, on guanyà la medalla de bronze en la competició d'hoquei sobre herba. A nivell de clubs jugà al Southgate Hockey Club.
Va estudiar al Hurstpierpoint College i al St Catharine's College de Cambridge. El 1951 es va incorporar al Ministeri d'Afers Exteriors i de la Commonwealth i va exercir com a ambaixador del Regne Unit a Etiòpia del 1975 al 1978, i com a Alt Comissionat del Regne Unit al Canadà del 1984 al 1987. Va ser nomenat Cavaller de l'Orde de Sant Miquel i Sant Jordi el 1984, després d'haver estat nomenat Company el 1973.